# Baïonnette au canon
Pour plus de détails, voir Fiche technique et Distribution.
Baïonnette au canon (Fixed Bayonets!) est un film américain réalisé par Samuel Fuller, sorti en 1951.
Produit par la 20th Century Fox pendant la guerre de Corée, c'est le second film de Samuel Fuller sur le sujet après J'ai vécu l’enfer de Corée.

## Synopsis
L'action se passe durant le premier hiver de la guerre de Corée. Afin de laisser à un régiment le temps de se replier, un peloton est chargé de défendre coûte que coûte, dans le froid et la neige, une colline exposée aux adversaires.
Le caporal Denno a peur d'assumer des responsabilités de commandement, mais la mort successive de tous les hommes plus gradés que lui l'oblige à prendre la tête du peloton. Dans une situation extrême, il parvient alors à donner les ordres appropriés pour bloquer le passage aux ennemis et rejoindre le régiment avec les hommes encore vivants.

## Fiche technique
- Titre : Baïonnette au canon
- Réalisateur : Samuel Fuller
- Scénario : Samuel Fuller d'après le roman de John Brophy
- Chef-opérateur : Lucien Ballard
- Musique : Roy Webb
- Montage : Nick DeMaggio
- Décors : Thomas Little, Fred J. Rode
- Direction artistique : George Patrick, Lyle R. Wheeler
- Producteur : Jules Buck pour 20th Century Fox
- Pays de production :  États-Unis
- Genre : Film de guerre
- Durée : 92 minutes
- Date de sortie : 
  - États-Unis : 20 novembre 1951

## Distribution
- Richard Basehart –  Caporal Denno
- Gene Evans –  Sergent Rock
- Michael O'Shea –  Sergent Lonergan
- Richard Hylton –  Medic John Wheeler
- Skip Homeier –  Whitey
- David Wolfson –  Bigmouth
- Henry Kulky – Vogl
- Glen Corbett (crédité comme Larry Holden) - Lieutenant
- James Dean – Doggie, un G.I. (non crédité)
- John Doucette - Colonel